# 29 octobre en sport
29 septembre 29 novembre
Chronologies thématiques
- Croisades
- Ferroviaires
- Disney

Le 29 octobre (302e jour de l'année ou 303e en cas d'année bissextile) en sport.

## Événements

### XIXesiècle
- 1860 :
  - (Baseball) : les Brooklyn Atlantics remportent le 4e championnat de baseball de la NABBP avec 12 victoires, 2 nuls et 2 défaites[1].
- 1866 :
  - (Baseball) : les Brooklyn Atlantics remportent le 10e championnat de baseball de la NABBP avec 17 victoires et 3 défaites[2].
- 1886 :
  - (Boxe) : à Boston, le boxeur irlandais Jack McAuliffe devient le 1er champion du monde en battant Billy Frazier par KO. Il conserve son titre jusqu'en 1893.
- 1889 :
  - (Baseball /World's Championship Series) : fin de la 6e édition aux États-Unis des World's Championship Series de Baseball entre les champions de l'American Association et de la Ligue nationale., les New York Giants s’imposent (6 victoires, 3 défaites) face aux Brooklyn Bridegrooms.

### XXesièclede1951à2000
- 1960 :
  - (Boxe) : à Louisville, Cassius Clay, champion olympique des poids mi-lourds aux Jeux de Rome, remporte son premier combat professionnel.
- 1961 :
  - (Basket-ball) : Oscar Robertson distille 22 passes décisives lors de la victoire des Cincinnati Royals sur les Syracuse Nationals 139 à 132, record de la franchise.
- 1991 :
  - (Formule 1) : Grand Prix automobile du Japon.
- 1995 :
  - (Formule 1) : Grand Prix automobile du Japon.

### XXIesiècle
- 2001 :
  - (Ski alpin) : Régine Cavagnoud, championne du monde française en titre de Super-G, entre en collision avec un entraîneur allemand, sérieusement blessé lui aussi. Elle décédera deux jours plus tard.
- 2006 :
  - (Compétition automobile /Rallye) : à l'issue du Rallye d'Argentine, le Français Sébastien Loeb devient champion du monde des rallyes pour la troisième fois consécutive. Il bénéficie de la sortie de route de son rival finlandais Marcus Grönholm lors de la première étape, et qui ne peut finir mieux que 5e. C'est le coéquipier de celui-ci chez Ford, Mikko Hirvonen qui remporte le rallye.
- 2017 :
  - (Compétition automobile) :
    - (Formule 1) : le Grand Prix automobile du Mexique qui se dispute sur l'Autódromo Hermanos Rodríguez à Mexico est remporté par le Néerlandais Max Verstappen qui devance les Finlandais Valtteri Bottas et Kimi Räikkönen. Mais en terminant 9e le Britannique Lewis Hamilton valide son 4e titre de champion du monde et il reste deux Grand Prix avant la fin de la saison.
    - (Rallye) : lors du Rallye de Grande-Bretagne, les Français Sébastien Ogier et son copilote Julien Ingrassia ont validé leur 5e titre de champion du monde en terminant 3e. La victoire est revenue aux Britanniques Elfyn Evans et son copilote Daniel Barritt.

  - (Tennis)
    - Masters féminin : la Danoise Caroline Wozniacki remporte la plus belle victoire de sa carrière e s'imposant en finale des Masters de tennis face à l'Américaine Venus Williams (6-4, 6-4). Dans le double, c'est la Hongroise Tímea Babos associée à la Tchèque Andrea Hlaváčková qui l'emportent face à la Néerlandaise Kiki Bertens associée à la Suédoise Johanna Larsson (4-6, 6-4, 10-5).
    - Tournoi de Bale: Le numéro deux mondial Roger Federer établit un nouveau record en devenant le joueur le plus titré au Tournoi de Bâle avec une 8e victoire. Le Suisse bat en finale l'Argentin Juan Martín del Potro 6-7, 6-4, 6-3 et glane le 95e titre de sa carrière.
- 2023 :
  - (Sport automobile /Rallye automobile /Championnat du monde) : le Finlandais Kalle Rovanperä et son coéquipier Jonne Halttunen sur Toyota décroche son deuxième titre mondial à 23 ans à l’issue de l’avant-dernière manche du championnat du monde[3].
  - (Voile /Transatlantique) : départ de la seizième édition de la Transat Jacques-Vabre, course à la voile en double. Trois des quatre départs sont donnés ce dimanche de 13 h 5 à 13 h 41[4]. Le départ des Imoca est différé de quelques jours. L'épreuve relie Le Havre à la baie de Fort-de-France en Martinique.

## Naissances

### XIXesiècle
- 1855 :
  - Moses McNeil, footballeur écossais. (2 sélections en équipe nationale). († 9 avril 1938).
- 1877 :
  - Wilfred Rhodes, joueur de cricket anglais. (58 sélections en test cricket). († 8 juillet 1973).
- 1882 :
  - Jenő Fuchs, sabreur hongrois. Champion olympique du sabre individuel et par équipes aux Jeux de Londres 1908 et aux Jeux de Stockholm 1912. († 14 mars 1955).
- 1883 :
  - Victor Hochepied, nageur français. Médaillé d'argent du 200 m par équipes aux Jeux de Paris 1900. († 26 mars 1966).

### XXesièclede1901à1950
- 1906 :
  - Branislav Sekulić, footballeur puis entraîneur Yougoslave. († 24 Septembre 1968).
- 1909 :
  - Frank Wykoff, athlète de sprint américain. Champion olympique du relais 4×100m aux Jeux d'Amsterdam 1928, aux Jeux de Los Angeles 1932 et aux Jeux de Berlin 1936. († 1er janvier 1980).
- 1916 :
  - Johnny Mowers, hockeyeur sur glace canadien. († 7 décembre 1995).
- 1923 :
  - Gerda van der Kade-Koudijs, athlète de sprint néerlandaise. Championne olympique du relais 4 × 100 m aux Jeux de Londres 1948. Championne d'Europe d'athlétisme du 80 m haies et du relais 4 × 100 m 1946. († 19 mars 2015).
- 1927 :
  - Frank Sedgman, joueur de tennis australien. Vainqueur des Open d'Australie 1949 et 1950, des US Open 1951 et 1952, du Tournoi de Wimbledon 1952 puis des Coupe Davis 1950, 1951 et 1952.
- 1930 :
  - Puck Brouwer, athlète de sprint néerlandaise. Médaillée d'argent du 200 m aux Jeux de Melbourne 1952. Championne d'Europe d'athlétisme du 80 m haies et du relais 4 × 100 m 1946. († 6 octobre 2006).
- 1932 :
  - Ted Nash, rameur d'aviron américain. Champion olympique de quatre sans barreur aux Jeux d'été de 1960 puis médaillé de bronze de la même épreuve en 1964 aux Jeux olympiques de Tokyo. († 3 juillet 2021).
  - Alex Soler-Roig, pilote de course automobile espagnol.
- 1943 :
  - Norman Hunter, footballeur puis entraîneur anglais. Champion du monde de football 1966. (28 sélections en équipe nationale). († 16 avril 2020).
- 1944 :
  - Claude Brochu, homme d'affaires canadien. Président du club de baseball des Expos de Montréal de 1986 à 1998 et propriétaire de 1991 à 1999.

### XXesièclede1951à2000
- 1951 :
  - Tiff Needell, pilote de course automobile britannique.
- 1953 :
  - Denis Potvin, hockeyeur sur glace canadien.
- 1959 :
  - Mike Gartner, hockeyeur sur glace canadien.
- 1960 :
  - Marc Thiercelin, navigateur français.
- 1967 :
  - Wolfgang Perner, biathlète autrichien. Médaillé de bronze au sprint 10 km aux Jeux de Salt Lake City 2002.
- 1968 :
  - Johann Olav Koss, patineur de vitesse norvégien. Champion olympique du 1 500 m et médaillé d'argent du 10 000 m aux Jeux d'Albertville 1992 puis champion olympique du 1 500 m, du 5 000 m et du 10 000 m aux Jeux de Lillehammer 1994. Champion du monde toutes épreuves de patinage de vitesse 1990, 1991 et 1994.
- 1970 :
  - Edwin van der Sar, footballeur néerlandais. Vainqueur des Ligue des champions 1995 et 2008. (130 sélections en équipe nationale).
- 1972 :
  - Sue Day, joueuse de rugby à XV anglaise. (54 sélections en équipe nationale).
- 1973 :
  - Éric Messier, hockeyeur sur glace canadien.
  - Robert Pirès, footballeur français. Champion du monde de football 1998. Champion d'Europe de football 2000. (79 sélections en équipe de France).
- 1974 :
  - R.A. Dickey, joueur de baseball américain. Médaillé de bronze aux Jeux d'Atlanta 1996.
  - Michael Vaughan, joueur de cricket anglais. (82 sélections en test cricket).
- 1976 :
  - Médéric Clain, cycliste sur route français.
  - Adrian Petrache, joueur de rugby à XV roumain. (30 sélections en équipe nationale).
- 1981 :
  - Amanda Beard, nageuse américaine. Championne olympique du relais 4 × 100 m 4 nages et médaillée d'argent du 100 et 200 m brasse aux Jeux d'Atlanta 1996, médaillée de bronze du 200 m brasse aux Jeux de Sydney 2000 puis championne olympique du 200 m brasse et médaillée d'argent du 200 m 4 nages ainsi que du relais 4 × 100 m 4 nages aux Jeux d'Athènes 2004. Championne du monde de natation du 200 m brasse 2003
  - Rouslan Rotan, footballeur ukrainien. (77 sélections en équipe nationale).
- 1982 :
  - Dominique Rollin, cycliste sur route canadien.
  - Laetitia Salles, joueuse de rugby à XV française. Victorieuse du Grand Chelem 2005 et 2014.
- 1983 :
  - Jérémy Mathieu, footballeur français. Vainqueur de la Ligue des champions 2015. (4 sélections en équipe de France).
  - Jason Tahincioglu, pilote de course automobile turc.
- 1984 :
  - Eric Staal, hockeyeur sur glace canadien. Champion olympique aux Jeux de Vancouver 2010. Champion du monde de hockey sur glace 2007.
- 1986 :
  - Mihai Macovei, joueur de rugby à XV roumain. (96 sélections en équipe nationale).
  - Myriam Soumaré, athlète de sprint française. Championne d'Europe du 200 m, médaillé d'argent du relais 4 × 100 m et médaillé de bronze du 100 m aux CE d'athlétisme 2010 puis médaillée de bronze du 200 m aux CE d'athlétisme 2012.
  - Yannick Zachée, basketteur centrafricain.
- 1987 :
  - Jessica Dubé, patineuse artistique de couples canadienne.
  - Wayne Ellington, basketteur américain.
  - José Francisco Torres, footballeur américain. Vainqueur des Coupe des champions 2007, 2008 et 2010. (20 sélections en équipe nationale).
- 1988 :
  - Ryan Cochrane, nageur canadien. Médaillé de bronze du 1 500 m aux Jeux de Pékin 2008 puis médaillé d'argent du 1 500 m aux Jeux de Londres 2012.
  - Sylvain Gbohouo, footballeur ivoirien. (21 sélections en équipe nationale).
  - Dmitri Muserski, volleyeur russe. Champion olympique aux Jeux de Londres 2012. Champion d'Europe de volley-ball masculin 2013. Vainqueur de la Ligue des champions de volley-ball 2014 et de la Coupe de la CEV 2009. (87 sélections en équipe nationale).
- 1989 :
  - Pierre Plihon, archer français. Médaillé d'argent par équipes aux Mondiaux de tir à l'arc 2017.
  - Primož Roglič, sauteur à ski puis cycliste sur route slovène. Vainqueur du Tour d'Azerbaïdjan 2015, des Tours de Slovénie 2015 et 2018 puis du Tour de Romandie 2018.
- 1990 :
  - Ferrão, futsaleur brésilien. Vainqueur de la Ligue des champions de futsal 2020.
  - Dmitri Koulikov, hockeyeur sur glace russe.
- 1991 :
  - Anita Blaze, fleurettiste française. Médaillée d'argent du fleuret par équipes aux jeux de Tokyo 2020.
  - Linda Bousbaa, basketteuse française.
  - Eben Etzebeth, joueur de rugby à XV sud-africain. Champion du monde de rugby à XV 2019 et 2023. Vainqueur du The Rugby Championship 2019, des Challenge européen 2020 et 2022. (117 sélections en équipe nationale).
  - Michael Hooper, joueur de rugby à XV australien. Vainqueur du The Rugby Championship 2015. (125 sélections en équipe nationale).
  - Oscar Lindberg, hockeyeur sur glace suédois. Champion du monde de hockey sur glace 2013 et 2017.
  - Harry Tincknell, pilote de course automobile d'endurance britannique.
- 1992 :
  - Audrey Coulter, cavalière de sauts d'obstacles américaine.
  - Evan Fournier, basketteur français. Médaillé d'argent aux Jeux de Tokyo 2020. (106 sélections en équipe de France).
  - Colin Miller, hockeyeur sur glace canadien. Champion du monde de hockey sur glace 2021.
- 1993 :
  - Alberto Bettiol, cycliste sur route italien. Vainqueur du Tour des Flandres 2019.
- 1996 :
  - Bailey Peacock-Farrell, footballeur nord-irlandais. (42 sélections en équipe nationale).
- 1997 :
  - Rawle Alkins, basketteur américain.
- 1998 :
  - Beka Saghinadze, joueur de rugby à XV géorgien. Vainqueur du Challenge européen 2022. (29 sélections en équipe nationale).
  - Lance Stroll, pilote de F1 belgeo-canadien.
  - Nouhaila Sedki, footballeuse internationale marocaine.

### XXIesiècle
- 2002 :
  - Auguste Aulnette, skieur alpin français. Champion olympique de la jeunesse du super-combiné aux Jeux de Lausanne  2020.
  - Jordan Bos, footballeur australien.

## Décès

### XXesièclede1901à1950
- 1905 :
  - Étienne Desmarteau, 32 ans, athlète de lancers de poids canadien. Champion olympique aux Jeux de Saint-Louis 1904. (° 4 février 1873).
- 1935 :
  - Thomas H. McIntosh, 56 ans, footballeur et entraîneur puis directeur sportif anglais. (° 24 février 1879).
- 1943 :
  - Frank Hancock, 84 ans, joueur de rugby à XV gallois. (4 sélections en équipe nationale). (° 7 février 1859).

### XXesièclede1951à2000
- 1956 :
  - Louis Rosier, 50 ans, pilote de F1 et d'endurance français. Vainqueur des 24 Heures du Mans 1950. (° 5 novembre 1905).
- 1966 :
  - Robert Charpentier, 50 ans, cycliste sur route et sur piste français. Champion olympique sur route individuel et par équipes puis de la poursuite par équipes aux Jeux de Berlin 1936. (° 4 avril 1916).
- 1979 :
  - Carl de la Sablière, 84 ans, régatier français. Champion olympique en bateau de 8 m aux Jeux d'Amsterdam 1928. (° 26 avril 1895).
- 1995 :
  - Pierre Hornus, 87 ans, footballeur français. (3 sélections en équipe de France). (° 11 février 1908).

### XXIesiècle
- 2007 :
  - Christian d'Oriola, 79 ans, fleurettiste français. Champion olympique par équipes et médaillé d'argent en individuel aux Jeux de Londres 1948, champion olympique en individuel et par équipes aux Jeux d'Helsinki 1952 et champion olympique en individuel et médaillé d'argent par équipes aux Jeux de Melbourne 1956. Champion du monde d'escrime au fleuret en individuel et par équipes 1947 et 1953, champion du monde d'escrime au fleuret individuel et médaillé d'argent par équipes 1949 et 1954, champion du monde d'escrime au fleuret par équipes 1951 et 1958 puis médaillé d'argent au fleuret individuel aux CM d'escrime 1955. (° 3 octobre 1928).
- 2008 :
  - Habib Draoua, 94 ans, footballeur puis entraîneur franco-algérien. (° ? 1914).
- 2013 :
  - Allal Benkassou, 71 ans, footballeur marocain. (116 sélections en équipe nationale). (° 30 novembre 1941).

## Sources et références
1. ↑  "ibid"
2. ↑  (en) Chronologie du baseball sur baseballlibrary.com
3. ↑  « Cinq choses à savoir sur Kalle Rovanperä, double champion du monde du WRC », sur lequipe.fr, 29 octobre 2023 (consulté le 17 novembre 2023).
4. ↑  Voiles et Voiliers, « 16e Transat Jacques Vabre : 5 Ultim, 42 Imoca, 7 Ocean Fifty et 47 Class40 sur la ligne de départ ! », sur voilesetvoiliers.ouest-france.fr, 16 juillet 2023 (consulté le 7 septembre 2023)